# キャサリン・エソー
キャサリン・エソー（Katherine Esau, 1898年4月3日 - 1997年6月4日）はドイツ系アメリカ人の植物学者である。

## 生涯
彼女はロシア帝国（現在はウクライナ）のドニプロペトロウシクで、ドイツ系のメノナイトの家庭に生まれた。ロシア革命後、家族は祖国のドイツ、その後カリフォルニア州に移住し、彼女はそこで1931年に博士課程を修了した。1963年から1992年までカリフォルニア大学サンタバーバラ校で教鞭を執った。
エソーは植物解剖学の草分けの1人で、20世紀で最も偉大な植物解剖学者かもしれない。彼女の著書Plant AnatomyとAnatomy of Seed Plantsはここ40年の間、植物の構造に関する重要な教科書である。
彼女は1957年に全米科学アカデミーに選出された6人目の女性となり、1989年にはアメリカ国家科学賞を受賞した。アメリカ植物学会で最良の論文を書いた学生を表彰するキャサリン・エソー賞は彼女の名前にちなんでいる。
エソーは、優れた研究者であったとともに、優れた教師、著者でもあった。優しく穏やかな人柄で、終生結婚はしなかったが、人生を科学に捧げて多くの業績を上げ、世界中の女性科学者に希望を与えた。
彼女の著作の多くは、カリフォルニア大学サンタバーバラ校のコーネリウス・ヘルマン・ミュラー図書館で見ることができる。
エソーは、1997年6月4日にカリフォルニア州サンタバーバラで死去した。